# Seanan McGuire
Seanan McGuire (Martinez, 5 de gener de 1978), és una escriptora estatunidenca i artista filk (una variant de la música folk amb temàtica fantàstica o de ciència-ficció).
L'autora acostuma a firmar les seves obres de fantasia urbana amb el seu nom. També fa servir el pseudònim de Mira Grant quan escriu obres de ciència-ficció o terror, i el de i A. Deborah Baker pels llibres de la saga de fantasia infantil Up-and-Under.
L'any 2010 va guanyar un premi Astounding al millor escriptor novell, i en 2013 es va convertir en la primera persona a ser nominada al premi Hugo en cinc categories diferents en el mateix any. La seva obra Every Heart a Doorway va guanyar els premis Hugo, Nebula, Locus, i Alex.

## Biografia

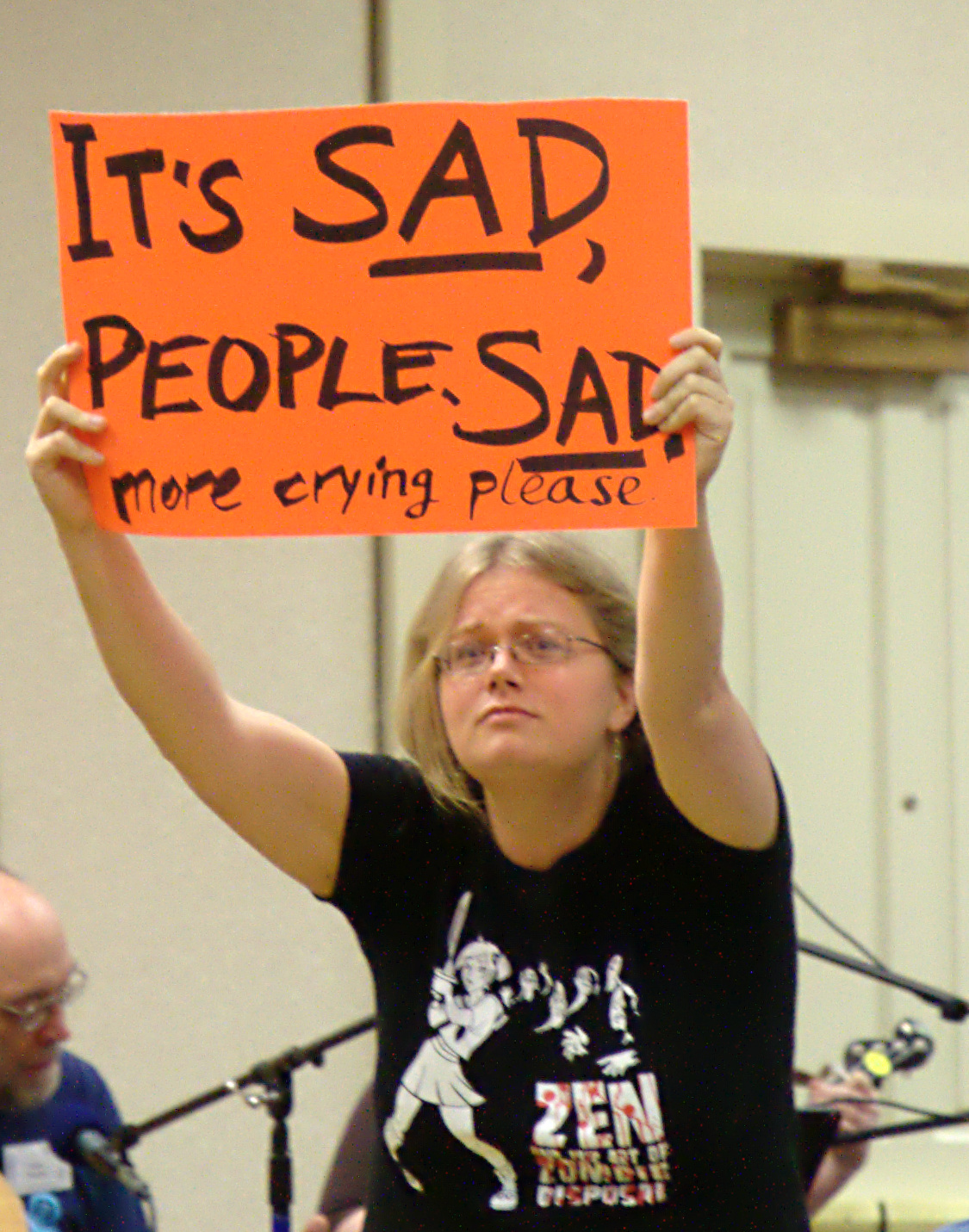
Seanan McGuire al festival de música Filk d'Ohio Valley, l'any 2008.

McGuire va néixer a Martínez, Califòrnia, i va estudiar folklore i herpetologia a la Universitat de Califòrnia a Berkeley. Actualment viu al nord de Seattle, amb els seus quatre gats.
Va publicar el seu primer llibre l'any 2009, i des de llavors ha escrit més d'una vintena de novel·les, amb temes que van des de la fantasia urbana fins a la criptozoologia. Shannon va ser la guanyadora del premi Astounding al millor escriptor nobel l'any 2010, amb l'obra Rosemary and Rue. En 2013 es va convertir en la primera persona a ser nominada al premi Hugo en cinc categories diferents en el mateix any. També va guanyar el premi Alex de l'associació americana de biblioteques en tres ocasions, dues d'elles consecutives, amb Every Heart a Doorway (2017), Down Among the Sticks and Bones (2018) i Middlegame (2020).
Des de 2018 McGuire ha col·laborat amb Marvel, escrivint guions per a sèries com ara Spider-Gwen, The Amazing Nightcrawler, i X-Men.
L'any 2021, Paramount Pictures va aconseguir els drets per adaptar la sèrie Wayward Children.
Seanan ha enregistrat alguns àlbums de música, en una mena de variant del folk, amb cançons que parodien temes de ciència-ficció o fantasia.

## Obra seleccionada

### Com a Seanan McGuire

#### SèrieOctober Daye
1. Rosemary and Rue. Daw Books, 2009.
2. A Local Habitation. Daw Books, 2010.
3. An Artificial Night. Daw Books, 2010.
4. Late Eclipses. Daw Books, 2011.
5. One Salt Sea. Daw Books, 2011.
6. Ashes of Honor. Daw Books, 2012.
7. Chimes at Midnight. Daw Books, 2013.
8. The Winter Long. Daw Books, 2014.
9. A Red Rose Chain. Daw Books, 2015.
10. Once Broken Faith. Daw Books, 2016.
11. The Brightest Fell. Daw Books, 2017.
12. Night and Silence. Daw Books, 2018.
13. The Unkindest Tide. Daw Books, 2019.
14. A killing Frost. Daw Books, 2020.
15. When Sorrows Come. Daw Books, 2021.

#### SèrieWayward Children
1. Every Heart a Doorway. Tor Books, 2016.
2. Down Among the Sticks and Bones. Tor Books, 2017.
3. Beneath the Sugar Sky. Tor Books, 2018.
4. In an Absent Dream. Tor Books, 2019.
5. Juice Like Wounds. Tor Books, 2020.
6. Come Tumbling Down. Tor Books, 2020.
7. Across the Green Grass Fields. Tor Books, 2021.
8. In Mercy, Rain. Tor Books, 2022.

#### SèrieInCryptid
1. Discount Armageddon. Daw Books, 2012.
2. Midnight Blue - Light Special. Daw Books, 2013.
3. Half-Off Ragnarok. Daw Books, 2014.
4. Pocket Apocalypse. Daw Books, 2015.
5. Chaos Choreography. Daw Books, 2016.
6. Magic for Nothing. Daw Books, 2017.
7. Trick for Free. Daw Books, 2018.
8. That Ain't Witchcraft. Daw Books, 2019.
9. Imaginary Numbers. Daw Books, 2020.
10. Calculated Risks. Daw Books, 2021.
11. Spelunking Through Hell. Daw Books, 2022.

#### SèrieAlchemical Journeys
1. Middlegame. Tor Books, 2019.
2. Seasonal Fears. Tor Books, 2022.

### Com a Mira Grant

#### Sèrie Newsflesh
1. Feed. Orbit Books, 2010.
2. Deadline. Orbit Books, 2011.
3. Blackout. Orbit Books, 2012.
4. Feedback. Orbit Books, 2016.

#### Sèrie Parasitology
1. Parasite. Orbit Books, 2013.
2. Symbion. Orbit Books, 2014.
3. Chimera. Orbit Books, 2015.

### Com a A. Deborah Baker

#### Sèrie Up-and-Under
1. Over the Woodward Wall. Tor Books, 2020.
2. Along the Saltwise Sea. Tor Books, 2021.

## Premis
- 2010: Astounding al millor escriptor novell (anomenat premi John W. Campbell abans del 2019).[21]
- 2012: Hugo al millor fanzín en format audiovisual, per SF Squeecast.[22]
- 2013: Hugo al millor fanzín en format audiovisual, per SF Squeecast.[22]
- 2016: Nebula a la millor novel·la curta, per Every Heart a Doorway.[7]
- 2017: Alex, per Every heart a Doorway.[9]
- 2017: Hugo a la millor novel·la curta, per Every Heart a Doorway.[6]
- 2017: Locus a la millor novel·la curta, per Every Heart a Doorway.[8]
- 2018: Alex, per Down Among the Sticks and Bones.[23]
- 2020: Locus a la millor novel·la de fantasia, per Middlegame.[24]
- 2020: Alex, per Middlegame.[14]

A banda dels premis literaris, McGuire ha guanyat alguns premis Pegasus del festival Filk de Ohio Valley per la seva obra musical.